# Chautauqua Airlines
Chautauqua Airlines is een voormalige Amerikaanse regionale luchtvaartmaatschappij van Republic Airways Holdings die regionale vluchten uitvoerde onder een codesharing-overeenkomst met de volgende luchtvaartmaatschappijen:
- Delta Connection voor Delta Air Lines.
- AmericanConnection voor American Airlines.
- United Express voor United Airlines.

De maatschappij ging op 31 december 2014 op in Shuttle America dewelke in 2017 overging in Republic Airways zelf.

## vloot
- 24 CRJ 200
- 17 Embraer ERJ 135LR
- 15 Embraer ERJ 140LR
- 62 Embraer ERJ 145LR